# Roberto Luzarraga
Roberto Francisco Luzarraga Mendoza (n. Palenque, Los Ríos, Ecuador; 24 de febrero de 1991) es un futbolista ecuatoriano. Juega de defensa central y su equipo actual es Técnico Universitario de la Serie A de Ecuador.

## Trayectoria

### Inicios
Realizó las formativas en Academia Alfaro Moreno, Barcelona Sporting Club y Fedeguayas, llegó a debutar en el profesionalismo en la Segunda Categoría del Guayas en 2008.  

### Independiente del Valle
Su debut en primera categoría fue con Independiente del Valle en el 2012. Luego pasó por Deportivo Quevedo, Ciudadelas del Norte y Deportivo Cuenca. 

### Delfín Sporting Club
En el 2018 llegó al Delfín Sporting Club, pero posteriormente vuelve al Ciudadelas del Norte. En 2019 finalmente llega al Delfín en condición libre, participando con el equipo cétaceo en la Copa Libertadores de aquel año además de ser subcampeón de la Copa Ecuador y campeón del Campeonato Ecuatoriano de Fútbol.

### Royal Pari
En diciembre de 2021 fue anunciado en Royal Pari de la División Profesional de Bolivia, siendo esta su primera experiencia internacional.

### Técnico Universitario
En el segundo semestre de 2022 firmó contrato con Técnico Universitario de Ecuador. Tras un buen segundo semestre con el rodillo rojo fue renovado para la temporada 2023.

## Estadísticas

### Clubes
Actualizado al último partido disputado el 17 de agosto de 2025.
| Club                              | Temporada     | Liga  | Liga  | Copas nacionales | Copas nacionales | Copas internacionales | Copas internacionales | Total | Total |
| Club                              | Temporada     | Part. | Goles | Part.            | Goles            | Part.                 | Goles                 | Part. | Goles |
| --------------------------------- | ------------- | ----- | ----- | ---------------- | ---------------- | --------------------- | --------------------- | ----- | ----- |
| Academia Alfaro Moreno · Ecuador  | 2008          | 6     | 5     | —                | —                | —                     | —                     | 6     | 5     |
| Academia Alfaro Moreno · Ecuador  | Total         | 6     | 5     | 0                | 0                | 0                     | 0                     | 6     | 5     |
| Fedeguayas · Ecuador              | 2011          | 11    | 0     | —                | —                | —                     | —                     | 11    | 0     |
| Fedeguayas · Ecuador              | Total         | 11    | 0     | 0                | 0                | 0                     | 0                     | 11    | 0     |
| Independiente del Valle · Ecuador | 2012          | 1     | 0     | —                | —                | —                     | —                     | 1     | 0     |
| Independiente del Valle · Ecuador | Total         | 1     | 0     | 0                | 0                | 0                     | 0                     | 1     | 0     |
| Ciudadelas del Norte · Ecuador    | 2013          | 4     | 2     | —                | —                | —                     | —                     | 4     | 2     |
| Ciudadelas del Norte · Ecuador    | Total         | 4     | 2     | 0                | 0                | 0                     | 0                     | 4     | 2     |
| UTC · Ecuador                     | 2014          | 17    | 0     | —                | —                | —                     | —                     | 17    | 0     |
| UTC · Ecuador                     | Total         | 17    | 0     | 0                | 0                | 0                     | 0                     | 17    | 0     |
| Gualaceo S. C. · Ecuador          | 2015          | 40    | 2     | —                | —                | —                     | —                     | 40    | 2     |
| Gualaceo S. C. · Ecuador          | Total         | 40    | 2     | 0                | 0                | 0                     | 0                     | 40    | 2     |
| Deportivo Cuenca · Ecuador        | 2016          | 11    | 0     | —                | —                | —                     | —                     | 11    | 0     |
| Deportivo Cuenca · Ecuador        | 2017          | 22    | 1     | —                | —                | 0                     | 0                     | 22    | 1     |
| Deportivo Cuenca · Ecuador        | Total         | 33    | 1     | 0                | 0                | 0                     | 0                     | 33    | 1     |
| Delfín S. C. · Ecuador            | 2018          | 8     | 0     | —                | —                | 3                     | 0                     | 11    | 0     |
| Delfín S. C. · Ecuador            | 2019          | 12    | 0     | 6                | 0                | 0                     | 0                     | 18    | 0     |
| Delfín S. C. · Ecuador            | 2020          | 10    | 0     | 0                | 0                | 2                     | 0                     | 12    | 0     |
| Delfín S. C. · Ecuador            | 2021          | 20    | 0     | 0                | 0                | 0                     | 0                     | 20    | 0     |
| Delfín S. C. · Ecuador            | Total         | 50    | 0     | 6                | 0                | 5                     | 0                     | 61    | 0     |
| Royal Pari F. C. · Bolivia        | 2022          | 5     | 0     | —                | —                | 2                     | 0                     | 7     | 0     |
| Royal Pari F. C. · Bolivia        | Total         | 5     | 0     | 0                | 0                | 2                     | 0                     | 7     | 0     |
| Técnico Universitario · Ecuador   | 2022          | 7     | 0     | —                | —                | —                     | —                     | 7     | 0     |
| Técnico Universitario · Ecuador   | 2023          | 12    | 0     | —                | —                | —                     | —                     | 12    | 0     |
| Técnico Universitario · Ecuador   | 2024          | 21    | 0     | 1                | 0                | 0                     | 0                     | 22    | 0     |
| Técnico Universitario · Ecuador   | 2025          | 10    | 0     | 0                | 0                | 0                     | 0                     | 10    | 0     |
| Técnico Universitario · Ecuador   | Total         | 50    | 0     | 1                | 0                | 0                     | 0                     | 51    | 0     |
| Total carrera                     | Total carrera | 217   | 10    | 7                | 0                | 7                     | 0                     | 231   | 10    |
| 1. 2.                             |               |       |       |                  |                  |                       |                       |       |       |

### Participaciones internacionales
| Torneo                 | Club             | Resultado        |
| ---------------------- | ---------------- | ---------------- |
| Copa Sudamericana 2017 | Deportivo Cuenca | Primera fase     |
| Copa Libertadores 2018 | Delfín S. C.     | Fase de grupos   |
| Copa Libertadores 2019 | Delfín S. C.     | Segunda fase     |
| Copa Libertadores 2020 | Delfín S. C.     | Octavos de final |
| Copa Sudamericana 2022 | Royal Pari F. C. | Primera fase     |

## Palmarés

### Campeonatos nacionales
| Título             | Club         | País    | Año  |
| ------------------ | ------------ | ------- | ---- |
| Serie A de Ecuador | Delfín S. C. | Ecuador | 2019 |